# Henri de Maleyssye
Henri de Martin, « marquis » de Maleyssye (1594-1666), est un lieutenant-général d'armée, gouverneur de la ville et province de Pignerol (Piémont).

## Biographie
Il commence sa carrière militaire comme lieutenant au régiment des Gardes-Françaises; Il est ensuite de chacune des batailles où les Gardes sont engagées. Il monte très vite en grade, si bien qu'il est considéré au XVIIe siècle comme "l'un des meilleurs hommes de guerre de son temps"; ainsi, Le Pipre de Neuville, dans l'Histoire de la Maison Militaire du Roy, le cite parmi les premiers lieutenants-généraux nommés en 1645 lorsqu'il n'y en avait que quatre pour commander en l'absence des maréchaux. Le graveur Guillaume Dupré frappe en son honneur une médaille (qui se trouve aujourd'hui au Musée du Louvre, salle 524 du niveau 1 de l'aile Richelieu), dont Mercey dit qu'elle est "une d'une des plus belles médailles de Dupré avec celles des maréchaux de Toyras et François de Bassompierre".
Henri de Maleyssye meurt en 1666 sans descendance. Par son testament, il lègue tous ses biens et ses charges à son neveu (le dernier fils de sa sœur, Charles-Gabriel Tardieu de Maleissye, marquis de Melleville), à charge de prendre le nom et les armes des Martin de Maleyssye.

## Dates principales
- 1594 : Naissance d'Henry de Maleyssye
- 1617 : Attaque du retranchement de Les Ponts-de-Cé
- 1621 : Sièges de Saint-Antonin et Montpellier
- 1622 : Siège de La Rochelle
- 1627 : Attaque de la citadelle de Ré - défaite des Anglais - Commandement d'une compagnie aux Gardes
- 1628 : Attaque du Pas de Suze et sièges de Privas et d'Alès
- 1629 : Siège de Pignerol et participation au secours de Cazal
- 1630 : Conquête de la Savoie
- 1632-1633 : Campagne de Lorraine et siège de Nancy
- 1633 : Commandement de la forteresse de Pignerol
- 1640 : Levée par commission d'un régiment d'infanterie à son nom (le régiment de Maleyssie) pour tenir garnison de Pignerol
- 1642 : Èrection de Pignerol et de ses dépendances en gouvernement général
- 1643 : Créé gouverneur et lieutenant-général le 5 novembre
- 1651 : Démission de sa charge
- 1666 : Mort à Pignerol